# 西海村 (石川県羽咋郡)
西海村（さいかいむら）は、石川県羽咋郡に存在した村。
村の名称は、当村の西の海岸が江戸時代に「西浦七海」と言われていたことから、この内「西」と「海」をとって名付けられた。

## 地理・概要
- 現在の志賀町の北西部、富来町（1954年ー2005年）の西部に位置。
- 西に日本海を臨む。松ヶ下、地下ノ澗など天然の港といわれた入江が存在していることから、漁業も盛んだった。
- 岬：子が岬、高岩岬、海士岬

## 人口
| 年               | 世帯数 | 人口  |
| ---------------- | ------ | ----- |
| 1899（明治22年） | 399    | 1,775 |
| 1920（大正9年）  | 309    | 1,480 |
| 1953（昭和28年） | 385    | 1,855 |

## 歴史
- 1889年（明治22年）4月1日 - 町村制の施行により、羽咋郡風戸村、風無村及び千浦村を廃し、その区域をもって羽咋郡西海村を設置する。
- 1948年（昭和23年） - 字千浦の区域の一部を字久喜（ひさき）に設定する。
- 1954年（昭和29年）11月3日 - 羽咋郡富来町、福浦村、熊野村、稗造村、東増穂村、西増穂村、西海村及び西浦村を廃し、その区域をもって羽咋郡富来町を設置する。17大字は富来町の大字に継承。

## 教育
- 西海村立西海小学校（富来町合併後は富来町立。2005年（平成17年）4月1日に富来小学校に統合。）